# Nuno Lobo Antunes
Nuno Lobo Antunes (Lisboa, 10 de Maio de 1954) é um médico neuropediatra e escritor português.

## Biografia
Filho de João Alfredo Lobo Antunes e Maria Margarida Machado de Almeida Lima e trineto do 1.º Visconde de Nazaré, licenciou-se em Medicina pela Faculdade de Medicina da Universidade de Lisboa em 1977, foi assistente hospitalar de Pediatria e coordenador da Unidade de Neuropediatria do Hospital de Santa Maria, em Lisboa. Foi membro da Comissão de Neurologia do Children Oncology Group, consultor de Neurologia Pediátrica para o Departamento de Neurologia e Pediatria do Memorial Hospital for Cancer and Allied Diseases e para o Presbyterian Hospital, em Nova Iorque. Na mesma cidade, foi professor auxiliar de Neurologia e Pediatria no Weill Cornell Medical College, pertencente à Universidade de Cornell. Actualmente é director médico e coordenador das áreas de Neurodesenvolvimento e Neurologia do PIN - Progresso Infantil, em Carcavelos. Nuno Lobo Antunes publicou os livros Vida em mim, em 2010, Mal entendidos, em 2009, e Sinto muito, em 2008. É filho do professor João Alfredo Lobo Antunes, irmão de António, João, Miguel e Manuel Lobo Antunes e tio da atriz Paula Lobo Antunes.

## Obras
Ficção
- Em Nome do Pai (2013)

Não Ficção
- Sinto Muito (2008)
- Mal-entendidos (2009)
- Vida em Mim (2010)